# Queerfeindlichkeit
Queerfeindlichkeit (seltener Queerphobie) ist eine soziale Aversion (Abneigung) oder Aggressivität (Feindseligkeit), die sich gegen queere oder als solche wahrgenommene Personen, sowie deren Identität und Lebensweisen richtet. Hierbei wird queer als Gesamtheit der von der Heterosexualität abweichenden sexuellen Orientierungen und allen nichtbinären oder vom Geburtsgeschlecht nicht übereinstimmenden Geschlechtsidentitäten verstanden.
Queerfeindlichkeit ist ein Ober- und Sammelbegriff für zum Beispiel die Unterphänomene Homophobie, Biphobie, Lesbophobie und Transphobie.

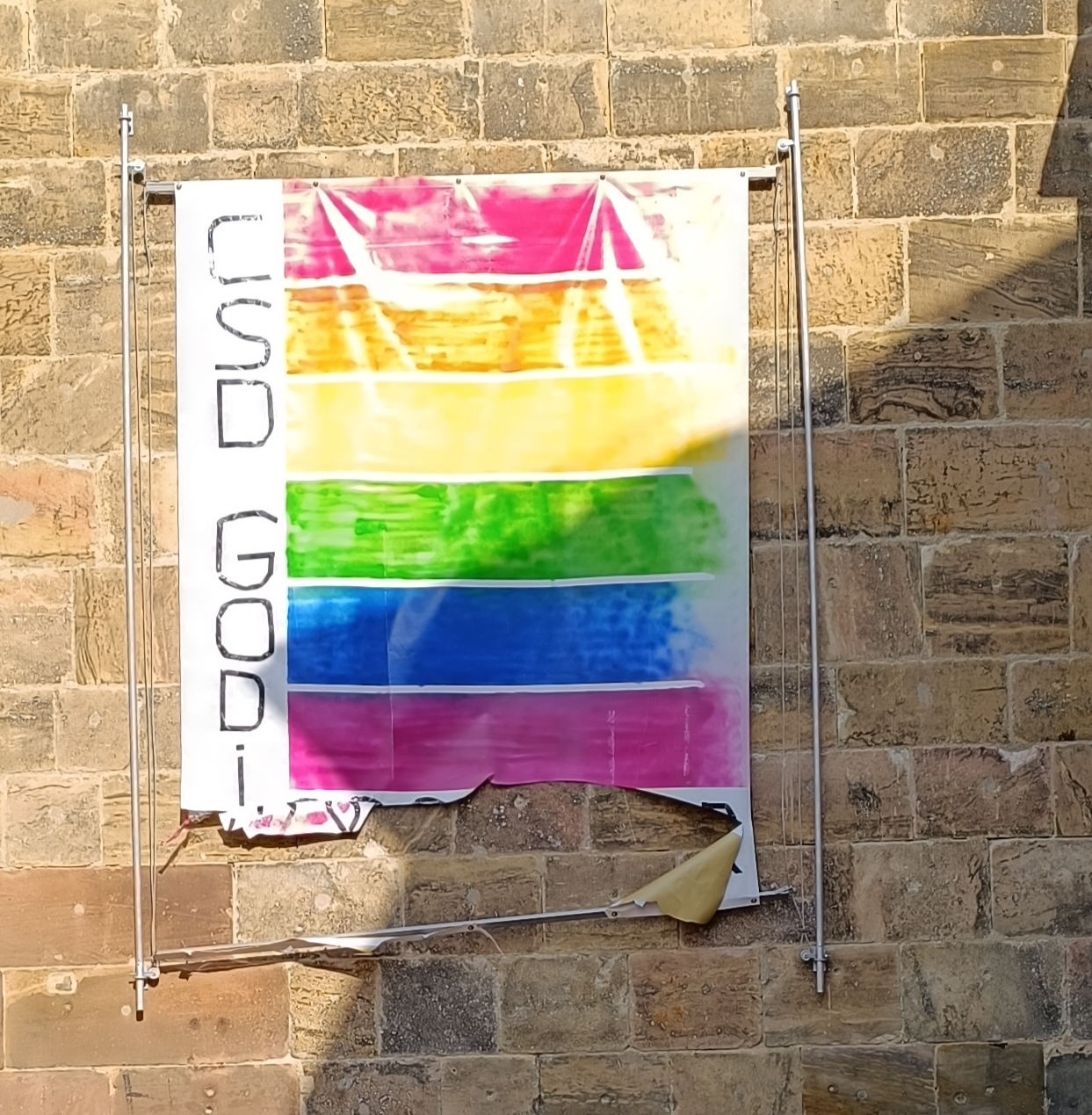
Demoliertes Werbeplakat für den CSD Friedberg (Hessen) 2025

Queerfeindlichkeit selbst ist ein Unterfall von gruppenbezogener Menschenfeindlichkeit, beziehungsweise der Hasskriminalität, sobald es zu strafrechtlich relevanten Vorfällen kommt, wie beispielsweise Gewalttaten, Volksverhetzung, Sachbeschädigung, Bedrohung oder Beleidigung.

## Beschreibung
Mit der abnehmenden Fokussierung auf Homosexualität und Homophobie bei der Betrachtung der Abneigungen und Feindseligkeiten gegen Personen des LGBTQIA+-Spektrums findet auch der Begriff Queerfeindlichkeit als inklusivere Bezeichnung zunehmend in der Öffentlichkeit Verwendung – insbesondere, wenn eine Unterteilung nicht notwendig ist.
Queerfeindlichkeit richtet sich gegen sexuelle und geschlechtliche Vielfalt, gegen Schwule, Lesben, Bisexuelle, trans- und intergeschlechtliche, asexuelle sowie andere queere Personen. Sie kann sich auch gegen Einrichtungen dieser Personengruppen richten oder gegen Personen und Einrichtungen, die diese unterstützen. Queerfeindlichkeit kann Stereotypisierung und Diskriminierung, Abwertung und Ablehnung von queeren Personen bis hin zu Gewalt gegen diese beinhalten.
Queerfeindlichkeit ist die oft auf Heteronormativität basierende Bekämpfung, Herabwürdigung oder Anfeindung queeren Lebens.

## Geschichte
Noch bevor unterschiedliche Gesellschaften begannen, die bestehenden Vorstellungen zur binären Geschlechterordnung, sowie zur Geschlechtsidentität zu hinterfragen, gab es besonders im religiösen Kontext eine negative Sicht auf Homosexualität. Die strafrechtliche Verfolgung (bis hin zur Todesstrafe), auf Basis von restriktiven Gesetzen zur Homosexualität wird (nach Angaben der Vereinten Nationen) bis heute von 77 Nationen bis heute praktiziert (Stand 2025).
Weitere Details zu den geschichtlichen Grundlagen bieten die Einträge zu Homosexualität und Religion, Homosexualität im Islam, sowie Bibeltexte zur Homosexualität (die auch die Grundlage der sogenannten Sodomiterverfolgung waren.) Bis heute existieren zudem Angebote wie die sogenannte Konversionstherapie (insbesondere USA), die Ablehnung von gleichgeschlechtlichen Eheschließungen (und Regenbogenfamilien), sowie Bestrebungen „LGBT-ideologiefreie Zonen“ einzurichten (Polen).
Die Verfolgung von Menschen auf Basis ihrer sexuellen Orientierung oder Geschlechtsidentität gilt mittlerweile in Ländern wie Deutschland als anerkannte Begründung für die Flucht aus dem Heimatland und das Stellen eines Antrages auf Asyl, da eine derartige Verfolgung einen Verstoß gegen die Menschenrechte darstellt.
Innerhalb der Geschichte sexueller Minderheiten, gibt es, neben regionalen auch ideologisch bedingte Unterschiede hinsichtlich der Stigmatisierung aufgrund der sexuellen Orientierung, die in vielen Fällen mit einer rechtsextremen politischen Ausrichtung einhergeht. Die 2008 gefasste Erklärungen und Resolutionen der Vereinten Nationen über die sexuelle Orientierung und geschlechtliche Identität führte im Jahr 2019 zu einer UN-Resolution, die den Schutz von Pesonen vorsieht, die auf Basis ihrer sexuellen Orientierung oder Geschlechtsidentität verfolgt werden, jedoch nicht von allen Mitgliedern des Rates unterstützt und umgesetzt wird.

## Queerfeindliche Straftaten in Deutschland
Gewalttaten, Übergriffe und Anfeindungen sind für Betroffene eine erhebliche Belastung und schränken ihre Freiheit und Teilhabe am gesellschaftlichen Leben ein.
Die deutsche Bundesregierung verfolgt mit dem Aktionsplan Queer leben das Ziel, queere Personen vor Gewalt und Übergriffen zu schützen und Opfer besser zu unterstützen. Die statistische Erfassung von Übergriffen soll verbessert werden.

### Statistiken
Die Anzahl der dokumentierten Straftaten ist insbesondere in der Zeit ab 2019 stark angestiegen, wie Statistiken des Bundesministerium des Innern belegen.

#### Polizeilich erfasste Delikte gegen die sexuelle Orientierung von 2013 bis 2023
Die Daten entstammen der Polizeilichen Kriminalstatistik Deutschland. Unter dem Bereich Hasskriminalität wird dort das Unterthemenfeld „Sexuelle Orientierung“ erfasst. Nach der Definition des KPMD-PMK wird unter jenem Unterthemenfeld „sexuelle Orientierung“ „das Begehren für bestimmte Geschlechtspartner“ gezählt. Somit werden beispielsweise hetero-, homo-, bi-, pansexuelle, sowie (weitere) queere Ausprägungen erfasst.
| Jahr | Anzahl gesamt | Gewaltdelikte | Sachbeschädigung | Nötigung/Bedrohung | Volksverhetzung | Beleidigung |
| ---- | ------------- | ------------- | ---------------- | ------------------ | --------------- | ----------- |
| 2010 | 187           | 48            | 14               | 6                  | 28              | 73          |
| 2011 | 148           | 38            | 13               | 3                  | 30              | 49          |
| 2012 | 186           | 42            | 14               | 8                  | 46              | 52          |
| 2013 | 240           | 50            | 22               | 9                  | 39              | 90          |
| 2014 | 184           | 37            | 8                | 36                 | 66              |             |
| 2015 | 222           | 54            | 10               | 15                 | 50              | 63          |
| 2016 | 316           | 81            | 20               | 24                 | 61              | 100         |
| 2017 | 313           | 74            | 23               | 15                 | 68              | 103         |
| 2018 | 351           | 97            | 25               | 19                 | 40              | 147         |
| 2019 | 576           | 151           | 67               | 29                 | 71              | 209         |
| 2020 | 714           | 132           | 36               | 47                 | 102             | 337         |
| 2021 | 1.051         | 190           | 130              | 78                 | 131             | 392         |
| 2022 | 1.188         | 267           | 90               | 64                 | 171             | 407         |
| 2023 | 1.785         | 324           | 189              | 115                | 268             | 567         |

#### Polizeilich erfasste Delikte gegen die geschlechtsbezogene Diversität
Die Daten entstammen der Polizeilichen Kriminalstatistik Deutschland. Seit Juni 2023 wird in die Strafgesetze zu Hasskriminalität (§ 46 StGB) das Unterthemenfeld „Geschlechtsbezogene Diversität“ gezählt. Zu den „Geschlechtsspezifischen“ Beweggründen werden nun solche Motive erfasst, die sich gegen die trans- oder intergeschlechtliche Identität des Opfers richten.
| Jahr | Anzahl gesamt | Entwicklung zum Vorjahr | Gewaltdelikte |
| ---- | ------------- | ----------------------- | ------------- |
| 2020 | 204           | –                       | 40            |
| 2021 | 340           | +66,7 %                 | 57            |
| 2022 | 417           | +22,6 %                 | 82            |
| 2023 | 854           | +104,8 %                | 117           |
| 2024 | 1.152         | +34,9 %                 | 128           |

#### Weitere erfasste queerfeindliche Straftaten

##### 2021
Berlin:
2021 verzeichnet die Landesstelle für Gleichbehandlung – gegen Diskriminierung (LADS) allein in Berlin 456 queerfeindliche Straftaten, davon 110 Gewaltdelikte. Die Opferberatungsstelle Maneo berichtet für 2021 hingegen von 731 Fällen von Drohungen, Beleidigungen und Angriffen gegen queere Personen, davon 219 Körperverletzungen (30 Prozent). Zudem ist von einer hohen Dunkelziffer von bis zu 90 Prozent auszugehen.

#### Dunkelziffer
Die Dunkelziffer wird hoch eingeschätzt.
Betroffenen fehlt teilweise das Vertrauen in die Polizei. Sie fürchten unter anderem, nicht ernst genommen zu werden. Einige schrecken davor zurück, ihren Klarnamen in der Anzeige vorkommen zu lassen, da dies weitere Aggressionen mit sich bringen könnte. Ein weiterer Grund sei, dass Betroffene nicht über gezielte Anlaufstellen (auch bei der Polizei) Bescheid wüssten.
Es wird aber auch angenommen, dass die letzten Jahre durch unter anderem Aufklärung und Anlaufstellen mehr Straftaten ins Hellfeld gerückt seien.

## Demographie straftatenbegehender Personen

### Politische Einstellung
Die häufigsten Gruppen, die im Jahre 2023 queerfeindliche Straftaten verübten, sind laut des Bundeskriminalamtes der Phänomenbereich „PMK -sonstige Zuordnung-“ (942 Delikte gegen die „Sexuelle Orientierung“ und 563 Delikte gegen die „Geschlechtsbezogene Diversität“), sowie der Phänomenbereich „PMK -rechts-“ (455 Delikte gegen die „Sexuelle Orientierung“ und 238 Delikte gegen die „Geschlechtsbezogene Diversität“). Der stärkste Anstieg war im Phänomenbereich „PMK -ausländische Ideologie-“ zu verzeichnen.
Queerfeindliche Personen sind oft Vertreter der Heteronormativität und des Heterosexismus.

### Alter
Es wird beobachtet, dass zunehmend junge Menschen queerfeindliche Ausrichtungen haben.

### Geschlecht
Straftaten werden überwiegend von Männern verübt.

### Sozial
„Was eben noch auffällig ist, ist das diese Gewalttäter häufig das Gefühl haben, sie handeln jetzt nicht als Einzelperson, sondern [als gäbe es] eine ganze Gruppe, die sie unterstützt.“